# Carlos Mercado Orduña
Carlos Mercado Orduña (Tapachula, Chiapas, México; 8 de febrero de 1976) es un actor, escritor, productor y director de televisión mexicano. Es conocido por ser el creador del programa La rosa de Guadalupe y la telenovela Así son ellas.

## Biografía
Nació el 8 de febrero de 1976 en Tapachula, México. Orduña comenzó como escritor fantasma para algunos programas de Televisa entre ellos Cuna de Lobos y Mujer, casos de la vida real. En 2002 crea su primer programa telenovela llamada Así son ellas. Es en 2005 estando en la Basílica de Guadalupe cuando a Orduña tiene la idea de crear La Rosa de Guadalupe, lo presentó a Jorge Eduardo Murguía, vicepresidente de producción de Televisa y este se estrenó en 2008.y que produce junto al productor Miguel Ángel Herros. En 2018, el ayuntamiento de Tapachula le otorga la Llave de la ciudad a Orduña por su labor en el mundo de la literatura y bellas artes.

## Filmografía

### Televisión
| Año         | Título                       | Creador | Escritor | Productor | Canal                  | Notas                                    |
| ----------- | ---------------------------- | ------- | -------- | --------- | ---------------------- | ---------------------------------------- |
| 1986-1987   | Cuna de Lobos                | No      | Sí       | No        | Canal de las Estrellas | Escritor (sin acreditar)                 |
| 1986-2007   | Mujer, casos de la vida real | No      | Sí       | No        | Canal de las Estrellas | Escritor (sin acreditar)                 |
| 2002-2003   | Así son ellas                | Sí      | Sí       | No        | Canal de las Estrellas | Creador y guionista                      |
| 2008-actual | La Rosa de Guadalupe         | Sí      | Sí       | Sí        | Canal de las Estrellas | Creador, productor, director y guionista |
| 2020        | La Rosa de Guadalupe Perú    | Sí      | No       | No        | América Televisión     | Creador (Solo créditos)                  |

### Cine
| Año  | Título                  | Personaje | Notas             |
| ---- | ----------------------- | --------- | ----------------- |
| 2005 | Patricia, una vez basta | Herbert   | Reparto principal |

### Cortometrajes
| Año  | Título             | Personaje | Notas             |
| ---- | ------------------ | --------- | ----------------- |
| 2018 | The Devil's Breath | Truck 2   | Reparto principal |

### Libros
| Libros | Libros               | Libros       |
| Año    | Título               | Editorial    |
| ------ | -------------------- | ------------ |
| 1995   | La Rosa de Guadalupe | Diana México |

## Premios
- Copa Televisa: 2008 y 2010.
- Llave de la Ciudad del ayuntamiento de Tapachula: 2018.[2][6]